# László Pál
László Pál (19 dicembre 1934) è un ex calciatore ungherese, di ruolo attaccante.

## Calciatore

### Club
Pál inizia la carriera nel Körmendi prima di passare nel 1955 all'Haladás, società militante nella cadetteria magiara. Con i suoi ottiene la promozione in massima serie nel 1956, giocando tre stagioni nella Nemzeti Bajnokság I.
Nella stagione 1959-1960 passa al Diósgyőr, chiusa al quinto posto finale. Retrocedette con il suo club in cadetteria al termine della Nemzeti Bajnokság I 1960-1961, chiusa al quattordicesimo ed ultimo posto.
Nel 1961 viene ingaggiato dal Vasas, con cui vince il campionato 1961-1962. Con il Vasas disputò la Coppa dei Campioni 1961-1962, venendo eliminato al primo turno dagli spagnoli del Real Madrid, e la Coppa dei Campioni 1962-1963, chiusa agli ottavi di finale contro gli olandesi del Feyenoord, in cui segnò sei reti. Inoltre ha vinto con i suoi la Coppa Mitropa 1962, sconfiggendo in finale gli italiani del Bologna. Pál militò con il Vasas sino al 1964, anno del suo ritiro dal calcio giocato.

### Nazionale
Pál nel 1960 partecipa con la nazionale olimpica al torneo olimpico di calcio di Roma, ottenendo il terzo posto finale, battendo i padroni di casa dell'Italia, pur non giocando alcun incontro.

## Palmarès

### Club

#### Competizioni nazionali
- Campionato ungherese: 1

Vasas: 1961-1962

#### Competizioni internazionali
- Coppa Mitropa: 1

Vasas: 1962

### Nazionale
- Bronzo olimpico: 1

Roma 1960